# Souessa spinifera
Genre
Espèce
Synonymes
- Erigone spinifera O. Pickard-Cambridge, 1874

Souessa spinifera, unique représentant du genre Souessa, est une espèce d'araignées aranéomorphes de la famille des Linyphiidae.

## Distribution
Cette espèce se rencontre aux États-Unis au Massachusetts, au New Jersey, au Wisconsin et en Iowa et au Canada au Yukon, en Ontario, au Québec, au Nouveau-Brunswick, en Nouvelle-Écosse et en Terre-Neuve-et-Labrador.

## Publications originales
- O. Pickard-Cambridge, 1874 : On some new species of Erigone from North America. Proceedings of the Zoological Society of London, vol. 1874, p. 428-442 ((texte intégral).
- Bishop & Crosby, 1936 : Studies in American spiders: Miscellaneous genera of Erigoneae. Festschrift zum 60. Geburstage von Professor Dr. Embrik Strand, Riga, vol. 2, p. 52-64.